# 峠 (小説)
『峠』（とうげ）は、司馬遼太郎の長編時代小説。及びその映像化作品。

## 概要
1966年（昭和41年）11月から1968年（昭和43年）5月まで『毎日新聞』に連載され、1968年10月に新潮社で刊行。
それまでほとんど無名に近かった幕末から戊辰戦争時の越後長岡藩家老・河井継之助の名を、一躍世間に広めることとなった歴史小説である。近代的合理主義を持ち、時代を見据える先見性と実行性を有しながらも、「藩」や「武士」という束縛から自己を解放するまでには至らず、最後には武士として、長岡藩の家臣として、新政府軍に対抗する道を選んだ英雄の悲劇を描く。
『峠』の連載に先立って1964年（昭和39年）1月には「別冊文藝春秋」に河井を主人公にした短編小説「英雄児」を発表している。また、同時期の類似テーマを扱った作品として、同年翌2月には「小説新潮」に大村益次郎を主人公にした短編「鬼謀の人」が発表されており、後に長編小説『花神』として連載されている。
1977年の大河ドラマ『花神』の原作のひとつ。
2022年には『峠 最後のサムライ』のタイトルで映画版が公開された。

## あらすじ
浦賀に黒船が現れた数年後。越後国の長岡藩では、家老の河井継之助が藩兵をフランス軍式に訓練し、世界に数台しかない最新鋭のガットリング機関砲を買い入れていた。斬新な財政改革で藩を立て直し、若き藩主や隠居した大殿からの信頼も厚い継之助だが、その大げさ過ぎる軍備拡張は、藩内で顰蹙を買い、継之助を孤立させていた。
河合継之助は世界の情勢に詳しく、福澤諭吉らの動向にも目を配り、在日西洋人の知己も多い知識人だった。その財政改革の手腕は鮮やかだったが、同時に継之助は武士の世が滅びることを予見していた。抗えない時の流れの中で芸者遊びを楽しむ継之助。ある時は酒宴に愛妻を呼び、妻も楽しんで芸者と踊った。子供は持てなかったが、二人は仲の良い夫婦だった。
1867年(慶応三年)。将軍徳川慶喜は大政奉還を発令した。徳川家を他の大名と同等の位置に据えることで、開国を迫る欧米に対し団結して立ち向かう構想だったが、王政復古により政権を握った薩摩の西郷隆盛らの軍勢は、慶喜の首を獲ろうと江戸ヘ迫り続けた。日本は、佐幕派の東軍と勤王派の西軍に二分して戊辰戦争が勃発した。
長岡藩士たちの意見は勤王と佐幕に二分していたが、若い当主に代わり指揮を取る「大殿」の牧野忠恭には、徳川家を見捨てる意思は微塵もなかった。家老として、どこまでも藩主の命に従う覚悟の継之助。しかし継之助の真の狙いは、あくまで不戦と長岡藩の自主独立にあった。彼は東軍の主翼を担う会津藩と西軍の間を取り持ち、話し合いによる解決を望んで、藩の発言力を上げるために軍備を増強していたのだ。
1868年(慶応4年)5月2日(旧暦)。迫り来る西軍の陣地に出向く継之助(小千谷談判)。西軍が要求する軍費や兵の提供には応じぬまま、継之助は戦いが起こらぬよう東軍の諸藩を説得すると提案した。大総督府に宛てた嘆願書も差し出したが、受け取りを拒否する西軍の軍監。深夜まで頭を下げ続け、臆病と揶揄されても粘ったが銃剣で追われた継之助は、やむなく戦いを覚悟した。
新政府軍を榎峠で迎え撃つ長岡藩兵たち(北越戦争)。しかし、新政府軍は手薄な城下へ奇襲攻撃をかけ、5月19日には早くも長岡城が奪われた。長岡藩兵は加茂に集結して体制を立て直し、7月24日に長岡城を奪還。だが、城を維持できたのは僅か4日で、継之助は足に被弾し重傷を負った。
生き残りの長岡藩兵は、藩主や大殿が避難している会津若松への退却が決まった。歩けずに急ごしらえの籠に乗った継之助は「置いて行け」と、奉公人だけを連れて郊外の民家に残った。継之助の両親や妻は足手まといになる事を憂いて避難せず、危険を覚悟で城下の家を離れなかった。継之助は、騒動の全ての責任を負って自刃し、生き残った人々は苦難の中、教育をもって戦後の復興に務めた。

## 書誌情報
- 新潮社 上・下、1968年
- 新潮社 愛蔵版 全1巻、1993年
- 新潮文庫 上・下、1975年、改版1997年
- 新潮文庫 新装版（上中下）、2003年
- 「全集 19・20」文藝春秋、1972年

## 作品発表以降の影響

### 歴史と創作
『峠』は歴史小説であり、記述の中には創作も含まれる。ところが本作が「河井継之助といえば『峠』」というほどの大ベストセラーになったため、以後に書かれた河井継之助に関する書籍の中にはそうした『峠』の創作部分を史実と誤って引用していたものが少なくない。
例
- 冒頭で河井の人物像が語られる冬の峠越え
  - 創作：三国峠越え。
  - 史実：碓氷峠越え。
- 河井と福澤諭吉との関係
  - 創作：思想面で共鳴する親密な関係があった。
  - 史実：実際に2人が会った記録はない。
- 河井が持っていた越後長岡藩の将来像
  - 創作：一藩で武装中立国にする構想を持っていた。
  - 史実：その言動から、尊王でも佐幕でもない中立の一藩にしようとしていたであろうことは想像に難くないが、それを裏付ける史料はない。

### その他
2009年度、航空自衛隊航空支援集団内での准曹士への下半期課題所感文のテーマとしても採用されている。

## 映画
『峠 最後のサムライ』（とうげ さいごのさむらい）のタイトルで映画化。監督は小泉堯史、主演は役所広司。
前述の通り、大河ドラマ『花神』にて、明治維新前後の日本を描いた司馬の原作5作品の1つだったことはあったが、本作品そのものを単独で映像化するのは今回が初となる。
当初は2020年9月25日に公開が予定されていたが、新型コロナウイルスの影響で2021年7月1日公開予定に延期となった。しかし同年5月24日に再び延期が発表され、計3回の延期を経て2022年6月17日に公開された。

### キャスト
- 河井継之助：役所広司
- おすが：松たか子[1]
- お貞：香川京子
- 河井代右衛門：田中泯[1]
- 徳川慶喜：東出昌大
- むつ：芳根京子
- 小山正太郎：坂東龍汰
- 川島億次郎：榎木孝明
- 花輪求馬：渡辺大
- 山本帯刀：AKIRA[3]
- 松蔵：永山絢斗
- 小山良運：佐々木蔵之介
- 松平定敬：矢島健一
- 月泉和尚：井川比佐志
- 老人：山本學
- 岩村精一郎：吉岡秀隆
- 牧野忠恭（雪堂）：仲代達矢[1]

### スタッフ
- 原作：司馬遼太郎『峠』（新潮文庫刊）
- 監督・脚本：小泉堯史
- 音楽：加古隆
- 主題歌：石川さゆり「何処へ」（テイチクエンタテインメント）
- 製作：大角正、木下直哉
- エグゼクティブ・プロデューサー：黒田康太、小助川典子
- プロデューサー：伊藤伴雄、関根真吾
- 共同プロデューサー：住田節子
- 撮影：上田正治、北澤弘之
- 美術：酒井賢
- 照明：山川英明
- 録音：矢野正人
- 編集：阿賀英登
- 音響効果：柴崎憲治
- 衣裳デザイン：黒澤和子
- 俳優担当：鈴木康敬
- 殺陣：久世浩
- 助監督：酒井直人
- VFXスーパーバイザー：戸枝誠憲
- 制作担当：佐藤龍春
- アシスタントプロデューサー：中治人
- 音楽プロデューサー：高石真美
- 宣伝プロデューサー：鈴木崇史
- 助成：文化庁文化芸術振興費補助金（映画創造活動支援事業） 独立行政法人日本芸術文化振興会
- 配給：松竹、アスミック・エース
- 企画・制作：松竹撮影所、ディグ&フェローズ
- 製作：「峠 最後のサムライ」製作委員会（松竹、木下グループ、VAP、アスミック・エース、電通、DOKUSO映画館、朝日新聞社、イオンエンターテイメント、フェローズ、コロナワールド、中日新聞社、ディグ&フェローズ、新潟日報社、BSN新潟放送、NST新潟総合テレビ、TeNYテレビ新潟、UX新潟テレビ21、FM-NIIGATA77.5、FM PORT）